# ابن زرعه
ابو علی عیسی بن اسحق بن زرعه (۹۴۳–۱۰۰۸) پزشک و فیلسوف قرون وسطایی بود. وی در بغداد تحت خلافت عباسی در یک خانواده مسیحی سریانی یعقوبی متولد شد.

## پیشینه
وی شاگرد یحیی بن عدی و از مترجمین نهضت ترجمه بود و در دارالحکمه بغداد تردد داشت. وی متهم به تجارت با بیزانس گردید و اموال او مصادره شد و در سال ۱۰۰۸ در بغداد درگذشت.
ابن زرعه ممکن است همان «آنتسر» فیلسوف باشد که پدرو گالگو در آثار لاتینی خود در سده سیزدهم ذکر کرده است